# مصطفی فهمی پاشا
مصطفی فهمی پاشا (انگلیسی: Mustafa Fahmi Pasha؛ ۱۸۴۰ – ۱۳ سپتامبر ۱۹۱۴) یک سیاست‌مدار اهل مصر بود.